# Rimski uzurpator
Rimski uzurpator ili  uzurpatorima se u povijesti Starog Rima prvenstveno smatraju osobe iz razdoblja Carstva koje su silom preuzimale ili pokušavale preuzeti titulu i ovlasti cara, bez da su za to imale pravne ili ustavne osnove. Iako su i ranija razdoblja bilježila određene pokušaje uzurpacije, ona je postala i trajan izvor političke nestablinosti u Rimu u doba koje je kasnije postalo poznato kao kriza 3. stoljeća. Smatra jednim od simptoma ili uzroka koji su na kraju doveli do propasti Carstva.